# Caubios-Loos
Caubios-Loos is een gemeente in het Franse departement Pyrénées-Atlantiques (regio Nouvelle-Aquitaine) en telt 449 inwoners (2004). De plaats maakt deel uit van het arrondissement Pau.

## Geografie
De oppervlakte van Caubios-Loos bedraagt 7,3 km², de bevolkingsdichtheid is 61,5 inwoners per km².
De onderstaande kaart toont de ligging van Caubios-Loos met de belangrijkste infrastructuur en aangrenzende gemeenten.

## Demografie
Onderstaande figuur toont het verloop van het inwonertal (bron: INSEE-tellingen).